# André Dacier
André Dacier, född 6 april 1651, död 18 september 1722, var en fransk filolog. Han var gift med Anne Lefebre.
Dacier var bibliotekarie vid biblioteket i Louvren 1708, och utgav flera upplagor av klassiska författare såsom Pompeji Festi et Verri Flacci De verborum (1681) och översatte bland annat Aristoteles Poetik (1692).